# Homidiana
Homidiana är ett släkte av fjärilar. Homidiana ingår i familjen Sematuridae.

## Bildgalleri

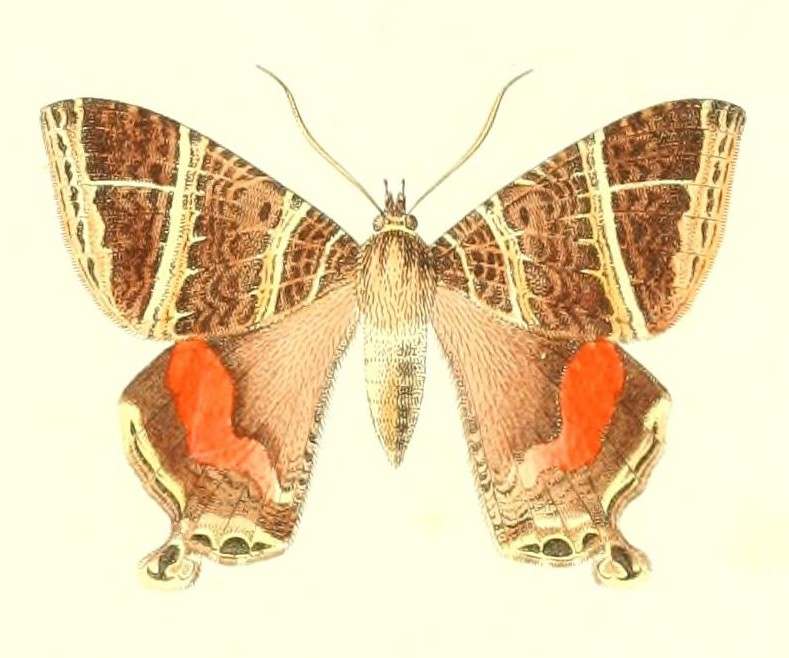
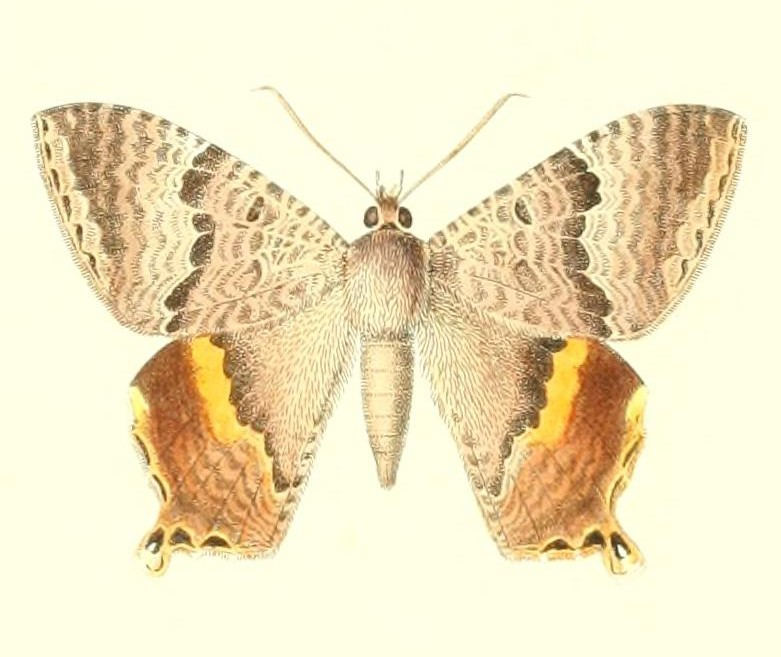

## Dottertaxa tillHomidiana, i alfabetisk ordning[1]
- Homidiana aeneophlebia
- Homidiana aeola
- Homidiana anilina
- Homidiana biblina
- Homidiana brachyura
- Homidiana briseis
- Homidiana cana
- Homidiana canace
- Homidiana columbiana
- Homidiana ducatrix
- Homidiana echenais
- Homidiana egina
- Homidiana evenus
- Homidiana granadina
- Homidiana gueneei
- Homidiana hoppi
- Homidiana japet
- Homidiana leachi
- Homidiana lederi
- Homidiana leucosticta
- Homidiana monotona
- Homidiana nicaraguana
- Homidiana paulina
- Homidiana restincta
- Homidiana rosina
- Homidiana rubrivena
- Homidiana strandi
- Homidiana subevenus
- Homidiana subpicta
- Homidiana tangens
- Homidiana traducta
- Homidiana westwoodi